# Alden McLaughlin
Sir Alden McNee McLaughlin Jr. (George Town, 6 settembre 1961) è un politico britannico, ex premier delle Isole Cayman.

## Biografia
È stato leader del Partito del Movimento Progressista Popolare dal 2011 al 2021. Attualmente è al suo sesto mandato come membro del Parlamento delle Isole Cayman, rappresentando ininterrottamente dal 2000 il distretto di George Town.

## Vita privata
McLaughlin è un ex Presidente della Caymanian Bar Association. È, inoltre, un Lion nonché ex Presidente del Lions Club di Gran Cayman. McLaughlin è sposato con Kim con la quale ha avuto due figli.